# Lee De Forest
Pour les articles homonymes, voir Forest.
Lee De Forest (né le 26 août 1873, mort le 30 juin 1961) est un inventeur américain fécond dans le domaine de l'électronique : il a déposé plus de 300 brevets à son nom, dont plusieurs ont fait l'objet de procès en priorité avec des inventeurs européens.

## Inventeur de la lampe triode
En 1907, en insérant une grille entre l’anode et la cathode d'une lampe diode (brevetée en 1904 par le Britannique J. A. Fleming), il invente la première triode nommée Audion : un tube à vide capable de provoquer l’amplification d’un signal électrique. D’emblée, ce brevet est attaqué pour plagiat par Fleming. 
L’Audion était le premier composant capable d’amplifier, même encore faiblement, les signaux radio ; mais pour beaucoup d’observateurs, de Forest n'avait fait que doter la  valve de Fleming d’une électrode à grille : pour le reste, il s’agissait de lampes à filament émetteur et plaque réceptrice dans un tube à vide. De Forest défendit avec énergie l'originalité de son invention, la décrivant comme un relais amplificateur de courant, alors que la valve de Fleming n’était qu’un circuit redresseur : il s’insurgeait d’ailleurs chaque fois qu'on qualifiait l’Audion de « valve » ; mais les tribunaux américains étaient sceptiques, et ils estimèrent que le brevet de l’Audion portait atteinte à celui de la valve de Fleming, exploité par la Compagnie Marconi. Marconi admit toutefois que l'addition d'une troisième électrode était une amélioration authentique, et les deux parties transigèrent pour que toutes deux puissent commercialiser des triodes aux Etats-Unis (les brevets de De Forest pour l'Europe n'avaient pu être prorogés faute d'argent).
De Forest, s'il a joué un rôle essentiel dans la diffusion commerciale de l'électronique, dut toute sa vie soutenir des procès contre d'autres inventeurs.

## Un des deux inventeurs du son optique

Piste optique sur film 35 mm.

Après le Français Eugene Lauste, qui en 1911, expose aux États-Unis un procédé de son sur film, mais ne reçoit pas le soutien de l'industrie du cinéma, Lee De Forest développe en 1919 son propre système de reproduction optique du son sur la bande même du film, qu'il appelle Phonofilm. Ces deux procédés, dont le premier a vu son brevet tomber faute de réalisation et qui a permis au second de liquider les dettes accumulées par les procès qu'il a perdus, sont repris en 1927 par la Fox sous l'appellation Movietone pour faire pièce au procédé de son sur disque Vitaphone, une exclusivité de la Warner Bros. qui a présidé au succès des premiers films chantants, Don Juan, et surtout Le Chanteur de jazz en 1927.
D’abord oublié par les historiens du cinéma, Lee De Forest reçoit en 1959/1960 un Oscar du cinéma, ainsi qu'une étoile sur le Hollywood Walk of Fame.

## Dernières années
Impliqué dans de nombreux procès relatifs à ses brevets, il y perd la fortune qu'il avait acquise grâce à ses inventions.
Il vend sa société de fabrication de radio à la RCA en 1931. En 1934, les tribunaux tranchent l'affaire opposant De Forest à Edwin Howard Armstrong (bien que les techniciens ne soient pas d'accord avec ce jugement). De Forest gagne la bataille judiciaire, mais perd l’opinion publique après le suicide d'Armstrong en 1954. Il n'est plus dès lors considéré comme un inventeur par le public.
Il meurt à Hollywood en 1961 et est inhumé dans le cimetière San Fernando Mission de Los Angeles.

## Famille
C'est un descendant direct de Jessé de Forest, un chef huguenot wallon qui, en 1602, a quitté la ville d'Avesnes-sur-Helpe pour Sedan, puis Leyde en Hollande, afin de fuir la répression des catholiques sur les protestants. Celui-ci émigre avec les siens et d'autres familles wallonnes vers le Nouveau Monde vers 1620.
De 1907 à 1911, Lee De Forest est marié à Nora Stanton Blatch Barney, la première femme ingénieure américaine (1905), selon l'Encyclopædia Britannica.

## Quelques brevets
Patent images in TIFF format
- (en) Brevet U.S. 1214283 "Wireless Signaling Device" (antenne directionnelle), filed December 1902, issued January 1904
- (en) Brevet U.S. 0824637 "Oscillation Responsive Device" (vacuum tube detector diode), soumis en janvier 1906, publié en juin 1906
- (en) Brevet U.S. 0827523 "Wireless Telegraph System" (separate transmitting and receiving antennas), soumis en décembre 1905, publie en juillet 1906
- (en) Brevet U.S. 0827524 "Wireless Telegraph System", soumis en janvier 1906, publié en juillet 1906
- (en) Brevet U.S. 0836070 "Oscillation Responsive Device" (vacuum tube detector - no grid), soumis en mai 1906, publié en novembre 1906
- (en) Brevet U.S. 0841386 "Wireless Telegraphy" (tunable vacuum tube detector - no grid), soumis en août 1906, publié en janvier 1907
- (en) Brevet U.S. 0876165 "Wireless Telegraph Transmitting System" (antenna coupler), soumis en mai 1904, publié en janvier 1908
- (en) Brevet U.S. 0879532 "Space Telegraphy" (increased sensitivity detector - clearly shows grid), soumis en janvier 1907, publié le 18 février, 1908
- (en) Brevet U.S. 0926933 "Wireless Telegraphy"
- (en) Brevet U.S. 0926934 "Wireless Telegraph Tuning Device"
- (en) Brevet U.S. 0926935 "Wireless Telegraph Transmitter", soumis en février 1906, publié en juillet 1909
- (en) Brevet U.S. 0926936 "Space Telegraphy"
- (en) Brevet U.S. 0926937 "Space Telephony"
- (en) Brevet U.S. 0979275 "Oscillation Responsive Device"  (plaques parallèltes dans les becs Bunsen) soumis en février 1905, publié en décembre 1910
- (en) Brevet U.S. 1101533 "Wireless Telegraphy" (antenne directionnelle/direction finder), soumis en juin 1906, publié en juin 1914
- (en) Brevet U.S. 1214283 "Wireless Telegraphy"